# انتقال خون
انتقال خون به فرایند انتقال خون یا فراورده‌های خونی از شخص اهداکننده به دستگاه گردش خون فرد دیگر گفته می‌شود. انتقال خون هنگامی صورت می‌گیرد که خون اهداشده پس از تجویز پزشک، با تزریق در سیاهرگ دریافت‌کننده، به‌طور مستقیم در جریان خون او وارد می‌شود.

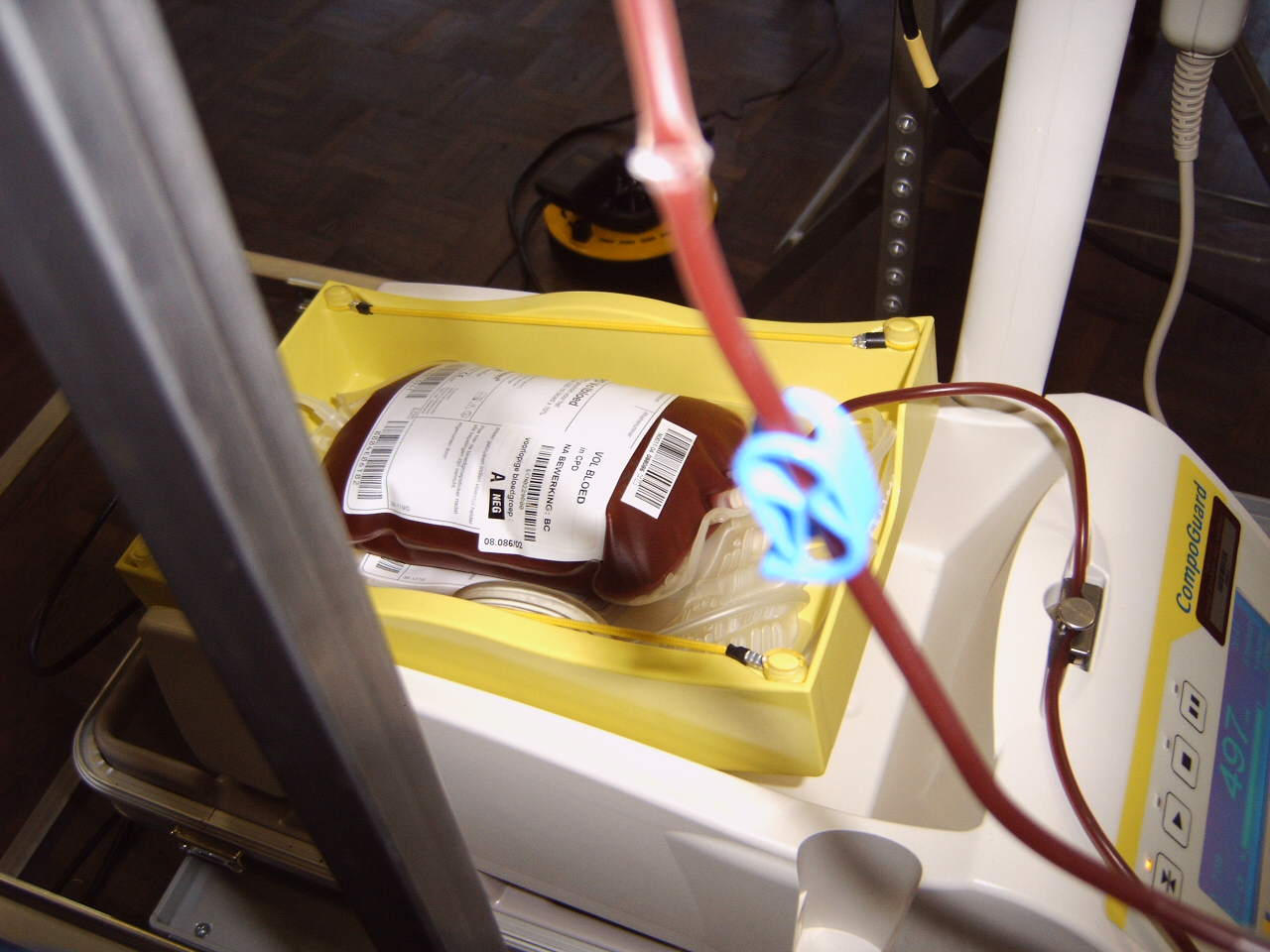
جمع‌آوری خون در هنگام اهدا

## فرایند
خونِ اهداکنندگان داوطلب واجد شرایط لازم (با انجام برخی پایش‌ها)، توسط مراکز انتقال خون جمع‌آوری می‌شود. سپس خون هدیه‌شده برای بررسی ایمنی و سلامت آن مورد آزمایش‌های غربالگری و تأیید سلامتی قرار گرفته و خونی که در این آزمایش‌ها، رد شود با شرایط خاص و با حفظ کامل ایمنی سوزانده و معدوم می‌گردد. خون و فراورده‌های خونی سالم به بانک خون مراکز درمانی تحویل و در مواقع نیاز برای یکی از بیماران نیازمند مصرف می‌شود. در بیشتر موارد اهدا کننده، بیمار مصرف‌کننده خون یا فراورده را هیچگاه ندیده و نمی‌شناسد.

## ضرورت

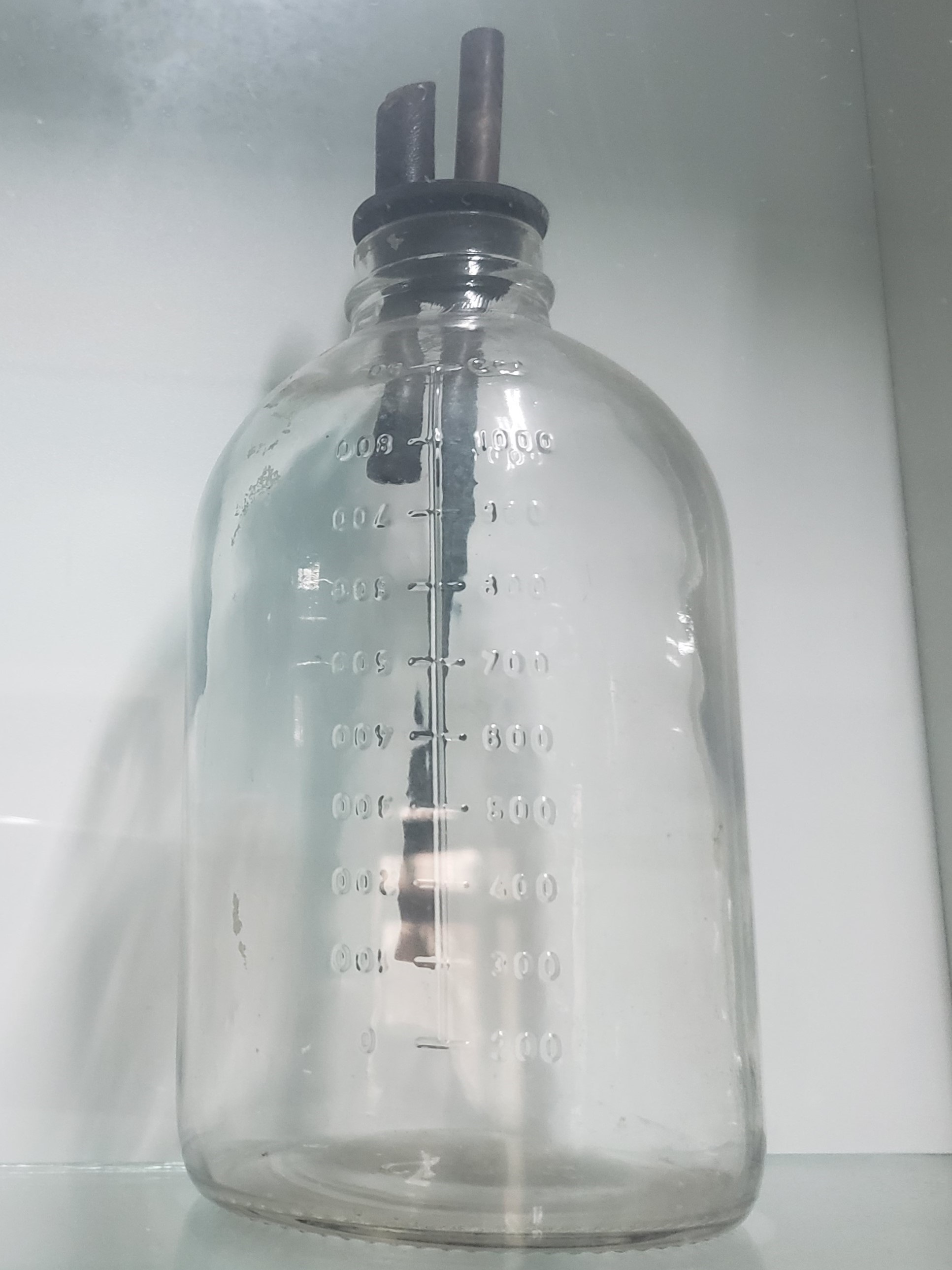
شیشه ای که در روش باستانی انتقال خون استفاده می شد.

انتقال خون برای درمان بسیاری از مشکلات پزشکی فرد دریافت‌کننده، مانند بیماری‌های خونی، سرطان و نیز درمان برخی جراحت‌ها و جراحی‌های بزرگ که در آن خون از دست رفته‌است، دارای اهمیت است. پزشکان با در نظرگرفتن علت و شدت کم خونی (هموگلوبین پایین)، بیماری و علائم آن، نیاز به انتقال خون را تعیین می‌کنند. همچنین انتقال پلاکت در صورت پایین بودن پلاکت‌های خون یا اختلال در عملکرد آن‌ها و انتقال پلاسما برای تأمین پروتئین‌های خون و توقف خونریزی ضرورت دارد.

## انتقال خون گسترده در شرایط اورژانس
Massive Transfusion Protocol (MTP) یک روش درمانی ضروری در مدیریت بیماران با خونریزی حاد و شدید است که نیاز به جایگزینی سریع حجم زیادی از خون دارند. MTP به عنوان یک رویکرد سازمان‌یافته برای ارائه محصولات خون و مدیریت همزمان آسیب‌های ناشی از خونریزی شدید طراحی شده است. این پروتکل در شرایط اورژانسی مانند تروماهای شدید، جراحی‌های بزرگ، عوارض زایمان و خونریزی‌های گوارشی حاد مورد استفاده قرار می‌گیرد.

## مصرف
موارد مصرف اصلی برخی فراورده‌های خونی به شرح ذیل می‌باشد:
گلبول قرمز فشرده (Pack Cell): کم خونی‌ها، سرطان، اعمال جراحی، زایمان، تالاسمی
پلاکت: سرطان، حین عمل یا بعد از اعمال جراحی طولانی همچون عمل قلب باز
پلاسما: تعویض پلاسمای بیمار، نواقص فاکتورهای انعقادی و جلوگیری از خونریزی
رسوب کرایو: نواقص بعضی فاکتورهای انعقادی

## عوارض جانبی انتقال خون
با وجود بررسی و آزمایش دقیق خون‌های اهدایی، انتقال خون برای فرد دریافت‌کننده خالی از خطر نیست. خطراتی که پیشامد آن‌ها به ندرت و درصد احتمال آن‌ها تابع عوامل مختلفی است از این قرارند:
- واکنش شدید به انتقال خون
- واکنش‌های دفاعی یا آلرژی
- واکنش‌های ملایم پوستی یا تب
- انتقال عوامل عفونت از جمله ویروس هپاتیت، اچ آی وی و باکتری‌ها در صورت رعایت نکردن مسائل بهداشتی.